# Florence Lavoie
Florence Lavoie (* 2. November 1982 in Montreal) ist eine kanadische Badmintonspielerin. 

## Karriere
Florence Lavoie gewann 2001 bei den kanadischen Juniorenmeisterschaften die Dameneinzelkonkurrenz. 2003 nahm sie im Damendoppel mit Denyse Julien an den Badminton-Weltmeisterschaften und wurde dort 17. Ein weiterer WM-Start folgte 2006. Bei der Panamerikameisterschaft 2005 gewann sie Bronze im Doppel. 2006 siegte sie bei den Miami PanAm International.

## Sportliche Erfolge
| Saison | Veranstaltung                   | Disziplin   | Platz | Name                            |
| ------ | ------------------------------- | ----------- | ----- | ------------------------------- |
| 2001   | Kanada: Juniorenmeisterschaften | Dameneinzel | 1     | Florence Lavoie                 |
| 2003   | Weltmeisterschaft               | Damendoppel | 17    | Denyse Julien / Florence Lavoie |
| 2005   | Panamerikameisterschaft         | Damendoppel | 3     | Amélie Felx / Florence Lavoie   |